# Serena Brancale
Serena Brancale (Bari, 4 maggio 1989) è una cantautrice italiana.

## Biografia

### Primi anni
Nata nel 1989, secondogenita dopo la sorella Nicole, da madre italo-venezuelana musicista e insegnante, Maria De Filippis, e da padre ex calciatore di serie C, Agostino Brancale.
Dopo lo studio del violino si è diplomata in grafica pubblicitaria all'Accademia delle Belle Arti di Bari e in canto jazz al Conservatorio Alfredo Casella de L'Aquila. Nel 2003, a quattordici anni, ha recitato nel film Mio cognato diretto da Alessandro Piva.
Nel 2009 ha partecipato ai provini di X Factor, venendo scartata. Nel 2011 ha fondato il Serena Branquartet, formazione con cui ha registrato un album live.

### 2015-2018: Festival di Sanremo 2015 eGalleggiare
Nel 2015 ha partecipato per la prima volta al 65º Festival di Sanremo nella sezione "Nuove proposte" con il brano Galleggiare. Si è esibita durante la seconda serata venendo eliminata nello scontro diretto con Giovanni Caccamo, poi vincitore della kermesse.
Dopo la partecipazione sanremese, il 25 febbraio 2015, è uscito il primo album in studio, Galleggiare, contenente l'omonimo singolo presentato al Festival e i brani La mia anima e Il gusto delle cose.
È stata ospite dei concerti de Il Volo del 23 giugno 2015 a Roma e del 29 gennaio 2016 a Milano (trasmesso in diretta da RTL 102.5); nel 2017 ha partecipato al Best of Soul Tour di Mario Biondi.

### 2018-2024:Vita da artista, le collaborazioni eJe sò accussì
Nel 2018 ha ricevuto ad Aulla il Premio Lunezia alla carriera e firmato un contratto discografico con l'etichetta Isola degli Artisti. Nello stesso anno ha iniziato una collaborazione con il Saint Louis College of Music di Roma in qualità di insegnante nei corsi di composizione, arrangiamento e canto pop.
Il 10 maggio 2019 ha pubblicato il suo secondo album Vita da artista, anticipato dall'uscita dell'omonimo singolo il 19 aprile, contenente le collaborazioni con Willie Peyote e Mama Marjas, a cui è seguito l'omonimo tour. Il 3 agosto 2020 ha duettato con Enzo Gragnaniello sulle note di Vasame. 
Il 14 gennaio 2022 è stato pubblicato il videoclip della cover di Pino Daniele Je so' pazzo, incisa col musicista camerunense Richard Bona. All'inizio del video appare un contributo di Quincy Jones, il quale esprime il proprio apprezzamento per la cantante barese e la sua produzione artistica.
Il 18 marzo 2022 è uscito il singolo Pessime intenzioni in duetto con Ghemon, che ha anticipato il terzo album dal titolo Je sò accussì, pubblicato il 25 marzo. Il disco, che si avvicina a sonorità funk e neo soul, contiene anche collaborazioni con artisti come Fabrizio Bosso, Margherita Vicario e Davide Shorty, oltre a Ghemon e Richard Bona. Il 27 maggio 2022 è stato pubblicato Like a melody, singolo realizzato in collaborazione con Roshelle, secondo estratto da Je sò accussì.
Il 22 luglio 2022 è stata pubblicata su tutte le piattaforme digitali la cover del brano di Caparezza Vieni a ballare in Puglia, rivisitata con atmosfere soul ed elettroniche.
Il 6 ottobre 2023 è tornata con una nuova collaborazione, pubblicando il brano Voglio di più in duetto con il rapper Clementino.
Tra il 2022 ed il 2024 la cantante barese ha collezionato numerose apparizioni televisive in programmi come Bar Stella, Radio 2 Social Club, Skianto (Rai 2), Propaganda Live (LA7).

### 2024-presente: Il successo con il branoBaccalàe Festival di Sanremo 2025

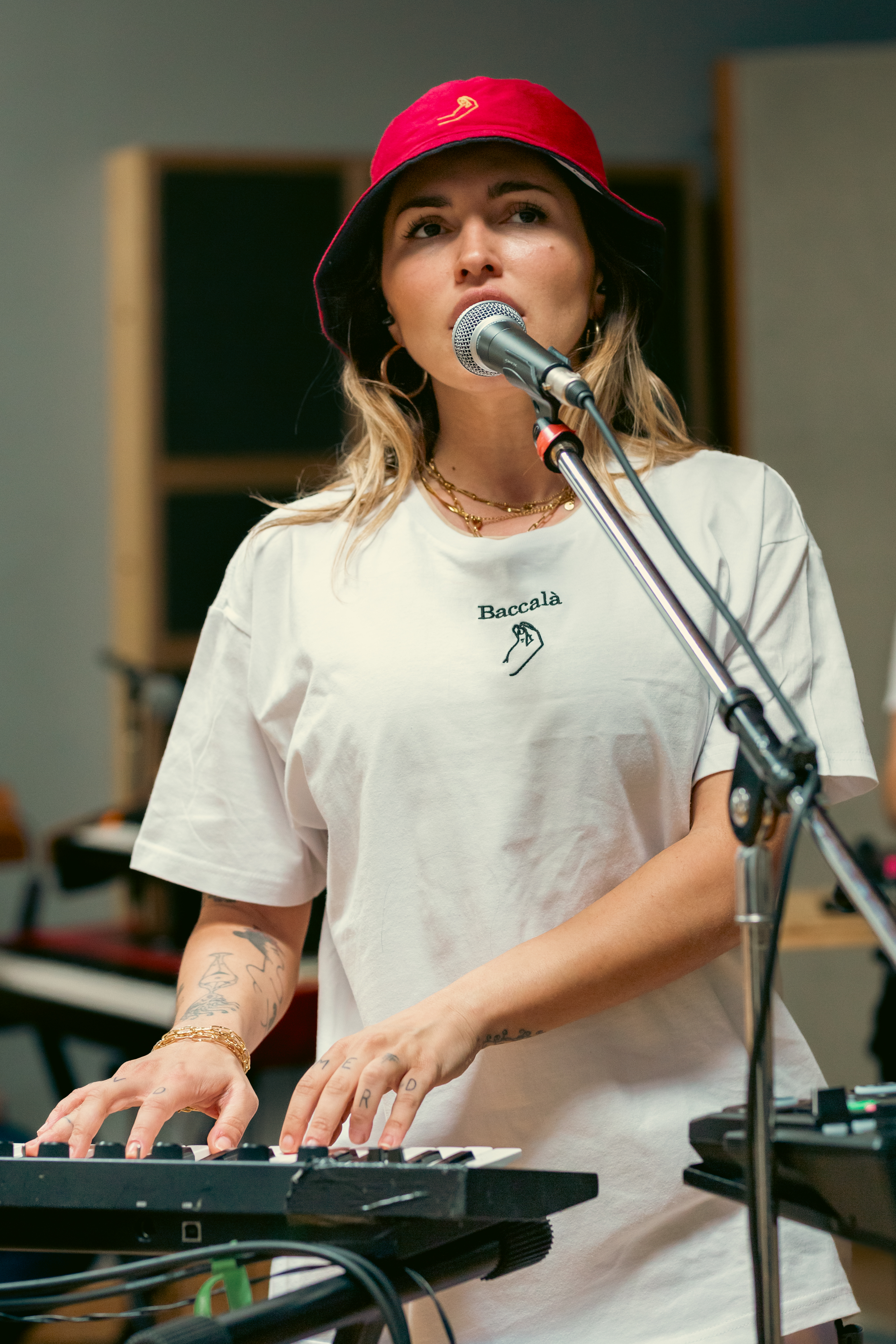
Serena Brancale nel 2024

Il 7 febbraio 2024 è uscito il singolo Baccalà, realizzato in collaborazione con Dropkick_m che fonde dialetto barese, elettronica e finger drumming. Ha ottenuto un buon successo, diventando virale sui social network.
Il 12 aprile 2024 si è esibita con Annalisa al PalaFlorio di Bari in occasione del Tutti nel Vortice Tour della cantante savonese. A luglio è stata ospite di Musicultura, trasmesso in diretta su Rai 2.
Dopo Baccalà, il 10 maggio 2024 ha pubblicato il singolo La zia, seguito il 21 giugno dal singolo Stu cafè.
Nel febbraio 2025 ha gareggiato al 75º Festival di Sanremo, questa volta nella sezione "Campioni", con Anema e core, brano in dialetto barese con richiami al napoletano in omaggio a Pino Daniele, da cui il titolo. Il brano, dopo essersi piazzato al ventiquattresimo posto al termine della manifestazione, ha raggiunto la decima posizione della classifica Top Singoli e in seguito è stato certificato disco d'oro per aver superato le centomila unità vendute. Il 14 febbraio 2025, nella quarta serata dedicata alle cover, ha duettato con Alessandra Amoroso cantando il brano If I Ain't Got You di Alicia Keys, classificatosi al tredicesimo posto.
Ad aprile 2025 ha iniziato la collaborazione con il programma Belve esibendosi con delle cover. Nel mese di maggio è stata scelta come giudice del talent show Like a Star, in onda su Nove con la conduzione di Amadeus. Il 30 maggio ha pubblicato il singolo Serenata, insieme ad Alessandra Amoroso.

## Discografia

### Album in studio
- 2015 – Galleggiare
- 2019 – Vita da artista
- 2022 – Je sò accussì

### Album dal vivo
- 2011 – Serena Brancale Live

## Partecipazioni a manifestazioni canore
- Festival di Sanremo (Rai 1)
  - 2015 – Non finalista sezione "Nuove proposte" con Galleggiare
  - 2025 – 24º posto sezione "Campioni" con Anema e core

## Filmografia
- Mio cognato, regia di Alessandro Piva (2003)
- Da che parte stai, regia di Francesco Lopez (2016)

## Programmi televisivi
- Belve (Rai 2, 2025) - presenza fissa
- Like a Star (Nove, 2025) - giudice
- Festival di Castrocaro (Rai 2, 2025) - giudice

## Riconoscimenti
- Premio Lunezia
  - 2018 – Premio al valore musical-letterario per la carriera[16]
- Premio Salerno Jazz
  - 2023 – Premio alla carriera[43][44]